# 裴茂 (东汉)
裴茂（？—？），字巨光，河东郡闻喜县（今山西省运城市闻喜县）人，东汉官员。

## 生平
裴茂在汉灵帝刘宏时期历任县令、太守、尚书。初平四年（193年）六月，汉献帝刘协派遣侍御史裴茂审讯诏狱中的犯人，宽赦其中罪行较轻的囚犯。诏狱中原来关押的有二百多人，其中有被李傕冤枉的，李傕担心裴茂将这些人赦免，就上表奏告裴茂擅自释放囚犯，怀疑他别有用心，请求收捕裴茂。汉献帝诏令说：“灾害和反常的事物不断出现，阴雨为害，使者奉命布施皇恩，赦免那些罪行轻微的犯人，以求符合天意。想化解冤仇还能再加罪于裴茂吗？一切都不要再追问。”
建安二年（197年），谒者仆射裴茂率领关中各路将领段煨等人讨伐李傕，建安三年（198年）夏四月，李傕被击败，裴茂因有功封杨宣亭侯。建安十九年（214年）三月，汉献帝命令魏公曹操参加朝会时位在诸侯王之上，并派遣左中郎将杨宣亭侯裴茂持节、印赐给曹操金玺、赤绂和远游冠。

## 家庭

### 父亲
- 裴晔，东汉并州刺史、度辽将军[1]

### 儿子
- 裴潜，曹魏光禄大夫、清阳贞侯[1]
- 裴俊，蜀汉光禄勋
- 裴徽，曹魏冀州刺史[1]
- 裴辑[1]